# '74-'75
 '74-'75 is een rocknummer van de Amerikaanse band The Connells. De single werd een nummer 1-hit in Noorwegen en in Zweden. In 1995 haalde het nummer de 10e positie in de Nederlandse Top 40, en de 2e in de Vlaamse Ultratop 50.

## Hitnotering
| '74-'75 in de Nederlandse Top 40 - binnen: 29 april 1995 | '74-'75 in de Nederlandse Top 40 - binnen: 29 april 1995 | '74-'75 in de Nederlandse Top 40 - binnen: 29 april 1995 | '74-'75 in de Nederlandse Top 40 - binnen: 29 april 1995 | '74-'75 in de Nederlandse Top 40 - binnen: 29 april 1995 | '74-'75 in de Nederlandse Top 40 - binnen: 29 april 1995 | '74-'75 in de Nederlandse Top 40 - binnen: 29 april 1995 | '74-'75 in de Nederlandse Top 40 - binnen: 29 april 1995 | '74-'75 in de Nederlandse Top 40 - binnen: 29 april 1995 | '74-'75 in de Nederlandse Top 40 - binnen: 29 april 1995 | '74-'75 in de Nederlandse Top 40 - binnen: 29 april 1995 | '74-'75 in de Nederlandse Top 40 - binnen: 29 april 1995 | '74-'75 in de Nederlandse Top 40 - binnen: 29 april 1995 |
| Week                                                     | 1                                                        | 2                                                        | 3                                                        | 4                                                        | 5                                                        | 6                                                        | 7                                                        | 8                                                        | 9                                                        | 10                                                       | 11                                                       |                                                          |
| -------------------------------------------------------- | -------------------------------------------------------- | -------------------------------------------------------- | -------------------------------------------------------- | -------------------------------------------------------- | -------------------------------------------------------- | -------------------------------------------------------- | -------------------------------------------------------- | -------------------------------------------------------- | -------------------------------------------------------- | -------------------------------------------------------- | -------------------------------------------------------- | -------------------------------------------------------- |
| Nummer                                                   | 37                                                       | 24                                                       | 19                                                       | 14                                                       | 11                                                       | 11                                                       | 10                                                       | 11                                                       | 16                                                       | 27                                                       | 33                                                       | uit                                                      |

| '74-'75 in de Ultratop 50 - binnen: 20 mei 1995 | '74-'75 in de Ultratop 50 - binnen: 20 mei 1995 | '74-'75 in de Ultratop 50 - binnen: 20 mei 1995 | '74-'75 in de Ultratop 50 - binnen: 20 mei 1995 | '74-'75 in de Ultratop 50 - binnen: 20 mei 1995 | '74-'75 in de Ultratop 50 - binnen: 20 mei 1995 | '74-'75 in de Ultratop 50 - binnen: 20 mei 1995 | '74-'75 in de Ultratop 50 - binnen: 20 mei 1995 | '74-'75 in de Ultratop 50 - binnen: 20 mei 1995 | '74-'75 in de Ultratop 50 - binnen: 20 mei 1995 | '74-'75 in de Ultratop 50 - binnen: 20 mei 1995 | '74-'75 in de Ultratop 50 - binnen: 20 mei 1995 | '74-'75 in de Ultratop 50 - binnen: 20 mei 1995 | '74-'75 in de Ultratop 50 - binnen: 20 mei 1995 | '74-'75 in de Ultratop 50 - binnen: 20 mei 1995 | '74-'75 in de Ultratop 50 - binnen: 20 mei 1995 | '74-'75 in de Ultratop 50 - binnen: 20 mei 1995 | '74-'75 in de Ultratop 50 - binnen: 20 mei 1995 | '74-'75 in de Ultratop 50 - binnen: 20 mei 1995 | '74-'75 in de Ultratop 50 - binnen: 20 mei 1995 | '74-'75 in de Ultratop 50 - binnen: 20 mei 1995 | '74-'75 in de Ultratop 50 - binnen: 20 mei 1995 |
| Week                                            | 1                                               | 2                                               | 3                                               | 4                                               | 5                                               | 6                                               | 7                                               | 8                                               | 9                                               | 10                                              | 11                                              | 12                                              | 13                                              | 14                                              | 15                                              | 16                                              | 17                                              | 18                                              | 19                                              | 20                                              |                                                 |
| ----------------------------------------------- | ----------------------------------------------- | ----------------------------------------------- | ----------------------------------------------- | ----------------------------------------------- | ----------------------------------------------- | ----------------------------------------------- | ----------------------------------------------- | ----------------------------------------------- | ----------------------------------------------- | ----------------------------------------------- | ----------------------------------------------- | ----------------------------------------------- | ----------------------------------------------- | ----------------------------------------------- | ----------------------------------------------- | ----------------------------------------------- | ----------------------------------------------- | ----------------------------------------------- | ----------------------------------------------- | ----------------------------------------------- | ----------------------------------------------- |
| Nummer                                          | 47                                              | 20                                              | 15                                              | 9                                               | 5                                               | 9                                               | 7                                               | 4                                               | 3                                               | 2                                               | 3                                               | 5                                               | 5                                               | 12                                              | 18                                              | 15                                              | 25                                              | 35                                              | 34                                              | 38                                              | uit                                             |

### NPO Radio 2 Top 2000
| Nummer met noteringen in de NPO Radio 2 Top 2000 | '12 | '13  |
| ------------------------------------------------ | --- | ---- |
| '74-'75                                          | 886 | 1630 |

1. ↑  Een vetgedrukt getal geeft de hoogste notering aan.
2. ↑  2012 was het eerste jaar met een notering voor dit nummer.
3. ↑  Deze tabel is bijgewerkt tot en met de laatste editie (2024).